# Colibacillos
Colibacillos är en förhållandevis vanlig sjukdom som drabbar lamm. Den ger upphov till en kraftig diarré.

## Spridning
Colibacillos orsakas av bakterien Escherichia coli (E-coli) som i sig inte bara kan drabba lamm, utan även andra djur och människor.

## Sjukdomsförlopp
Sjukdomsförloppet är tämligen snabbt och även nyfödda lamm kan drabbas. De drabbade djuren får svåra magsmärtor, har svårt att resa sig och det allmänna hälsotillståndet blir snabbt nedsatt. Smittade lamm kan dö inom 24-36 timmar. Om colibacillos drabbar något äldre lamm (ca 2-6 veckor) ökar till en början kroppstemperaturen till över 40 grader. Lammen rör sig stelt till följd av svullna leder och de blir snart liggande med en typisk bakåtböjning av nacke och huvud. Dödligheten är mycket hög.

## Behandling
Det går att behandla sjukdomen om den konstateras tidigt. Antibiotika och tillförsel av någon form av vätskeersättning, till exempel näringslösning, kan hjälpa.

## Förebyggande
Den viktigaste faktorn är en god hygien i stallar, hagar och fårhus. Fårhusen bör rengöras och desinficeras noggrant när det inte används. Ströbädden skall hållas torr och så ren som möjligt. Om man föder upp lammen med mjölkersättning är det synnerligen viktigt att alla tillredningskärl rengörs mycket noggrant och att alla ingredienser förvaras torrt och skyddat. Vattenposter och -kärl skall placeras så att djuren inte kan komma åt att släppa avföring i dem. 